# The Grudge 3
The Grudge 3 är en amerikansk skräckfilm från 2009, regisserad av Toby Wilkins. Filmen släpptes – till skillnad från sina föregångare The Grudge och The Grudge 2 – aldrig på bio utan endast på video.